# Miss Night and Day
Miss Night and Day (hangul: 낮과 밤이 다른 그녀; MR: Natkwa pami tarŭn kŭnyŏ; lit. "Ela é diferente do dia para a noite") (bra: Do Dia Para a Noite) é uma série de televisão sul-coreana de 2024, dirigida por Lee Hyung-min e Choi Sun-min, e estrelada por Lee Jung-eun, Jung Eun-ji e Choi Jin-hyuk. Foi ar no canal JTBC de 15 de junho a 4 de agosto de 2024, todos os sábados e domingos às 22h30 (KST). Também está disponível na Netflix em regiões selecionadas.

## Sinopse
Lee Mi-jin é uma mulher jovem de 28 anos que está lutando para ser contratada. Sua vida toma um rumo inesperado quando ela misteriosamente começa a envelhecer 30 anos toda vez que o sol nasce, transformando-se em uma mulher de 50 anos, e adotando o nome de Im Soon. Aproveitando parecer mais velha, Mi-jin decide se candidatar a uma vaga de estagiária com sua nova identidade e finalmente consegue o emprego dos seus sonhos, mas ela passará a obedecer um promotor exigente e viciado em trabalho.

## Distribuição

### Principal
- Lee Jung-eun como Im Soon, uma mulher de cinquenta e poucos anos que consegue um emprego como estagiária em um Ministério Público graças às qualificações e ao conhecimento de trabalho em meio período acumulados por Mi-jin, sua contraparte mais jovem.[2][8]
- Jung Eun-ji como Lee Mi-jin, uma jovem desempregada que se prepara para o concurso público há oito anos, sustentando-se com empregos de meio período.[2][9]
- Choi Jin-hyuk como Kye Ji-woong, promotor de justiça do Ministério Público de Seohanji.[10][11]
- Baek Seo-hoo como Ko Won, assistente do escritório de Seohanji, vocalista principal do Kingland, o maior boy group da Coreia, onde ele também compõe músicas.[12]

### De apoio

#### Ministério Público de Seohanji
- Yoon Byung-hee como Joo Byung-deok, um promotor do Ministério Público de Seohanji, que tem uma personalidade calma; Ele é uma pessoa que dá grande apoio a Ji-woong.[11][13][14]
- Moon Ye-won como Tak Cheon-hee, promotora do Ministério Público de Seohanji, parceira e rival de Ji-woong desde os tempos de faculdade. Embora ela tenha notas excelentes, suas habilidades são ruins e seu relacionamento com Ji-woong oscila entre o ciúme e o amor.[15][16]
- Kim Kwang-shik como Cha Jae-sung, procurador-chefe adjunto do Ministério Público de Seohanji. Segundo em comando, ele que quer se tornar uma figura poderosa.[17][18]
- Kim Mi-ran como Woo Yeon, responsável pelo escritório de assuntos civis. Oficial sênior, ela supervisiona os estagiários.[19]

#### Sêniores do Ministério Público
- Choi Moo-in como Seo Mal-tae, um policial aposentado que, devido as suas altas expectativas, está sempre discutindo com o estagiário Geum Kwang-seok.[20]
- Kim Jae-rok como Geum Kwang-seok, um estagiário que viu seu negócio falir e cujo maior orgulho é ter criado bem os filhos.[20]
- Bae Hae-sun como Na Ok-hee, uma mulher de classe cuja aparência bem cuidada a faz parecer mais jovem do que Soon. O seu objetivo é atrair viúvos ricos.[21][20][22]
- Choi Beom-ho como Ko Na-heun, um ex-militar, honesto e sincero, que perdeu as forças de sua perna em um acidente de treinamento.[20]
- Jung Jae-sung como Baek Cheol-kyoo, sucessor de Na-heun. Ele era um cirurgião de sucesso, mas por algum motivo não conseguia ficar de pé na sala de cirurgia, decidindo, assim, aposentar-se. Por ser um homem rico que vive sozinho após a morte da esposa, viúvas rodeiam Baek.[20]

#### Pessoas próximas de Mi-jin
- Kim A-young como Do Ka-young, uma bela YouTuber com um milhão de inscritos e melhor amiga de Mi-jin.[23][24]
- Jung Young-joo como Im Chung, dona de açougue e mãe de Mi-jin. Ela é a irmã mais velha de Soon.[25]
- Jung Seok-yong como Lee Hak-chan, entregador do açougue, marido de Chung, pai de Mi-jin e cunhado de Soon.
- Ahn Sang-woo como Do Pyun-kang, corretor de imóveis, pai biológico de Ka-young. Proprietário do edifício Dogaville.

## Produção e promoção
A série é escrita por Park Ji-ha (Good Casting , 2020) e dirigida por Lee Hyeong-min (que também comandou outras séries de sucesso, como Strong Woman Do Bong-soon e Chocolate) e Choi Seon-min. Sobre a escolha da protagonista, Lee afirmou: “Achei que o papel de Lim-soon deveria ser interpretado por uma atriz que entendesse bem as emoções da juventude e fosse boa em atuar em comédias. Nesse sentido, o fato de Lee Jung-eun ter desempenhado o papel de Lim-soon é a maior bênção para Miss Night and Day.
No dia 8 de maio de 2024, a equipe de produção divulgou algumas fotos dos dois protagonistas. Dois dias depois, publicou o primeiro pôster da série com os personagens de Lee Jeong-eun e Jeong Eun-ji com suas identidades ocultas. No mesmo dia, alguns membros do elenco apareceram no canal Jinhanhyung Shin Dong-yeop no YouTube, onde revelaram alguns acontecimentos que presenciaram e passaram nas filmagens. No dia seguinte, foi lançado um novo trailer do drama. No dia 24 de maio, foi publicado um novo pôster com os dois protagonistas. Além disso, uma participação do trio estava prevista para acontecer no programa Knowing Bros da JTBC, mesmo emissora da série, que seria transmitido no dia 15 de junho, duas horas antes da estreia oficial do drama.

## Recepção

### Crítica
Antes da estreia da série, Park Hyun-min, da Harper's Bazaar, notou semelhanças desse novo drama com The Light in Your Eyes, de 2019, devido ao elemento comum de uma mesma personagem interpretada em duas idades diferentes por duas atrizes. Lee Jung-eun também aparece em ambas as séries: nesta última ela era a mãe da protagonista Kim Hye-ja (Han Ji-min), e sua atuação lhe rendeu o prêmio de Melhor Atriz Coadjuvante na Televisão no Baeksang Arts Awards de 2019. Em Miss Night and Day ela é um dos protagonistas.

### Audiência
| Temporada | Temporada | Ep. 1 | Ep. 2 | Ep. 3 | Ep. 4 | Ep. 5 | Ep. 6 | Ep. 7 | Ep. 8 | Ep. 9 | Ep. 10 | Ep. 11 | Ep. 12 | Ep. 13 | Ep. 14 | Ep. 15 | Ep. 16 | Audiência |
| --------- | --------- | ----- | ----- | ----- | ----- | ----- | ----- | ----- | ----- | ----- | ------ | ------ | ------ | ------ | ------ | ------ | ------ | --------- |
|           | 1         | 0.958 | 0.860 | 1.072 | 1.479 | 1.367 | 1.746 | 1.364 | 1.926 | 1.808 | 1.986  | 1.618  | 2.219  | 1.893  | 1.968  | 2.118  | 2.815  | 1.700     |

| Ep. | Data de transmissão original | Parcela média de audiência (Nielsen Korea) | Parcela média de audiência (Nielsen Korea) |
| Ep. | Data de transmissão original | Nacional                                   | Seul                                       |
| --- | ---------------------------- | ------------------------------------------ | ------------------------------------------ |
| 1 | 15 de junho de 2024          | 3.998% (2º)                                | 4.600% (1º)                                |
| 2 | 16 de junho de 2024          | 3.602% (3º)                                | 3.783% (3º)                                |
| 3 | 22 de junho de 2024          | 4.457% (1º)                                | 4.916% (1º)                                |
| 4 | 23 de junho de 2024          | 6.037% (1º)                                | 6.338% (1º)                                |
| 5 | 29 de junho de 2024          | 6.154% (1º)                                | 6.873% (1º)                                |
| 6 | 30 de junho de 2024          | 7.666% (1º)                                | 8.218% (1º)                                |
| 7 | 6 de julho de 2024           | 5.719% (1º)                                | 6.157% (1º)                                |
| 8 | 7 de julho de 2024           | 8.391% (1º)                                | 9.056% (1º)                                |
| 9 | 13 de julho de 2024          | 7.473% (1º)                                | 7.397% (1º)                                |
| 10 | 14 de julho de 2024          | 8.376% (1º)                                | 8.693% (1º)                                |
| 11 | 20 de julho de 2024          | 7.101% (1º)                                | 6.729% (1º)                                |
| 12 | 21 de julho de 2024          | 9.368% (1º)                                | 9.423% (1º)                                |
| 13 | 27 de julho de 2024          | 7.943% (1º)                                | 8.137% (1º)                                |
| 14 | 28 de julho de 2024          | 8.287% (1º)                                | 8.277% (1º)                                |
| 15 | 3 de agosto de 2024          | 8.707% (1º)                                | 8.618% (1º)                                |
| 16 | 4 de agosto de 2024          | 11.744% (1º)                               | 12.092% (1º)                               |
| Média | Média                        | 7.189%                                     | 7.457%                                     |
| - Na tabela acima, os números em azul representam a audiência média mais baixa e os números em vermelho representam a audiência média mais alta. - Esta série foi ao ar em um canal a cabo/TV paga que normalmente tem uma audiência relativamente menor em comparação com a TV aberta/emissoras públicas (KBS, SBS, MBC e EBS). |                              |                                            |                                            |